# 日清プラザ
日清プラザ（にっしんプラザ）とは、静岡県三島市にある、イトーヨーカドー三島店を内包したショッピングセンター。日清製菓三島工場の跡地に建設された。

## 構成
地上3階（屋上と西隣りに駐車場）。
3階 - 子供と暮らし
- くまざわ書店
- パスタ屋一丁目
- 千漁家（海鮮）
- おはこや（ステーキ丼）
- 703クレープ
- ワイモバイル
- わいわいランド（アミューズメント）
- イトーヨーカドー（子供・生活用品）
  - 赤ちゃん本舗

など
2階 - ファッション
- JTB（旅行代理店）
- デューポイント（ヘアサロン）
- 西武三島ショップ
- イトーヨーカドー（服飾）
  - ロフト（雑貨）

など
1階 - 食品・ファッション
- スルガ銀行
- ダイソー（100円ショップ）
- マクドナルド
- タリーズコーヒー
- イトーヨーカドー（食料）

など

## 沿革
- 1990年（平成2年）3月 - 運営企業「日清プラザ株式会社」設立[2]。
- 1995年（平成7年）3月 - 日清プラザ開業[2]。